# Laurent Gouvion de Saint-Cyr
Laurent, markýz Gouvion de Saint-Cyr [lórán guvion d'sein sýr] (13. dubna 1764 v Toul, Francie – 17. března 1830 Hyères, Francie) byl francouzský generál, maršál Francie v době prvního císařství a ministr války i ministr námořnictva Francie v době restaurace.

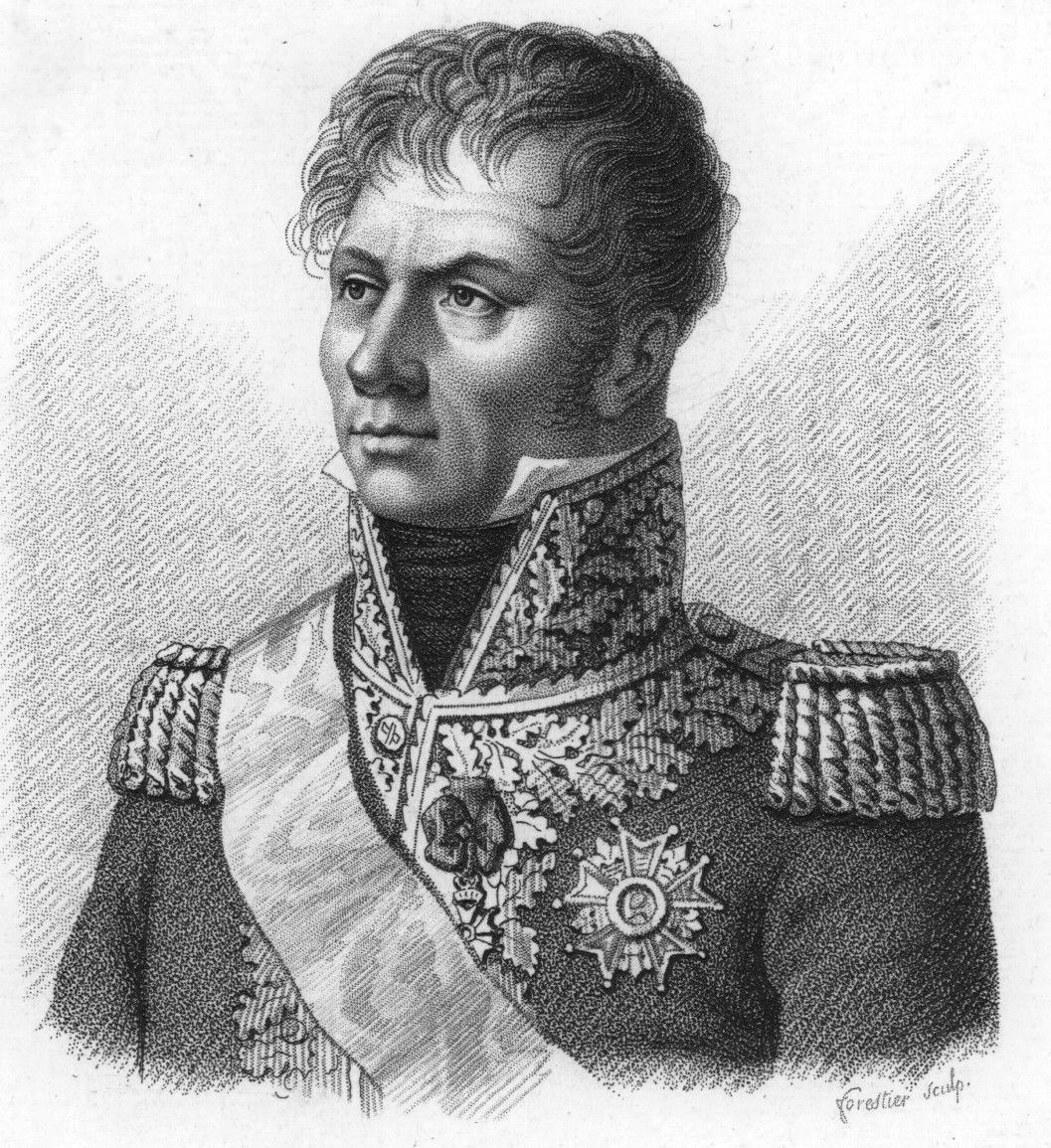
Laurent Gouvion de Saint-Cyr

## Život

### Mládí
Otec Laurentův byl řezník, který se později zabýval koželužstvím. Jeho syn od dětství vynikal v matematice. Ve svých životních plánech váhal mezi technickým vzděláním s cílem civilní inženýrské kariéry a – jelikož byl i nadaným kreslířem – uměleckou činností. Po krátkých studiích, kde mu překážela jeho těkavost, odjel roku 1782 do Říma studovat malířství. Ani tam nevydržel a vrátil se zpět do Paříže, kde sklízel určité úspěchy jako herec. Pro lepší efekt přidal k svému jménu přídomek Saint Cyr.

### V revoluční armádě
V roce 1792 vstoupil do revoluční armády a na základě svého vzdělání matematického a kreslířských schopností se stal ihned kapitánem. Když generál Custine viděl jeho přesné náčrty terénu, byl Gouvion převelen do štábu armády a zde reprezentantem lidu zařazen jako náčelník generálního štábu armády generála Fereye. Již 5. března roku 1794 byl brigádním generálem a po 5 dnech (!) divizním generálem. Od 1. června 1796 velel levému křídlu armády generála Moreaua a u Alterkirchenu svedl 4. června svou první samostatnou bitvu, v níž s použitím lsti porazil Rakušany. Poté u Biberachu (2. října 1796) rozhodl bodákovým útokem i bitvu, která byla jediným vítězstvím v průběhu slavného ústupu Moreaua k Rýnu. Na přelomu let 1796 a 1797 spolu s Desaixem úspěšně bránil opevněný tábor u Kehlu. Po odvolání Moreaua v souvislosti s Pichegruovou aférou se stal vrchním velitelem rýnské armády generál Hoche a po jeho náhlé smrti 15. září 1797 převzal velení Laurent Gouvion Saint Cyr. Po míru v Campo Formio (17. října 1797) krátce velel armádě v Římě a pak se vrátil na rýnskou frontu, kde roku 1799 bojoval pod Jourdanem se střídavými úspěchy. Pak byl 25. června 1799 odvelen na hroutící se italskou frontu, kde byl velitelem levého křídla armády v bitvě u Novi (15. srpna 1799). Zde chladně, s matematickou přesností odrážel jeden útok nepřítele za druhým až do rozkazu k ústupu. Jeho jednotky zůstaly plně bojeschopné. V této bitvě se však projevila i jeho negativní vlastnost – egoismus, nezájem o osud vojáků –, když zcela plánovitě a s chladnou hlavou ponechal osudu Watrinovu divizi ničenou nepřítelem, i když jí mohl snadno pomoci. Pro tuto příhodu začal být u velké části velitelů armády považován za bezcharakterního člověka. Po úspěšné bitvě u Albana se mu podařilo ovládnout Janov (15. prosince 1799), za což byl Napoleonem obdarován vzácnou šavlí, původně vyrobenou pro tureckého sultána. Roku 1800 Saint Cyr opět bojoval s rýnskou armádou pod Moreauem, ale byl raněn a léčil se v Paříži. Tam se stal 20. září 1800 členem válečného výboru Státní rady. V roce 1802 byl vyslancem v Portugalsku.

### Císařství

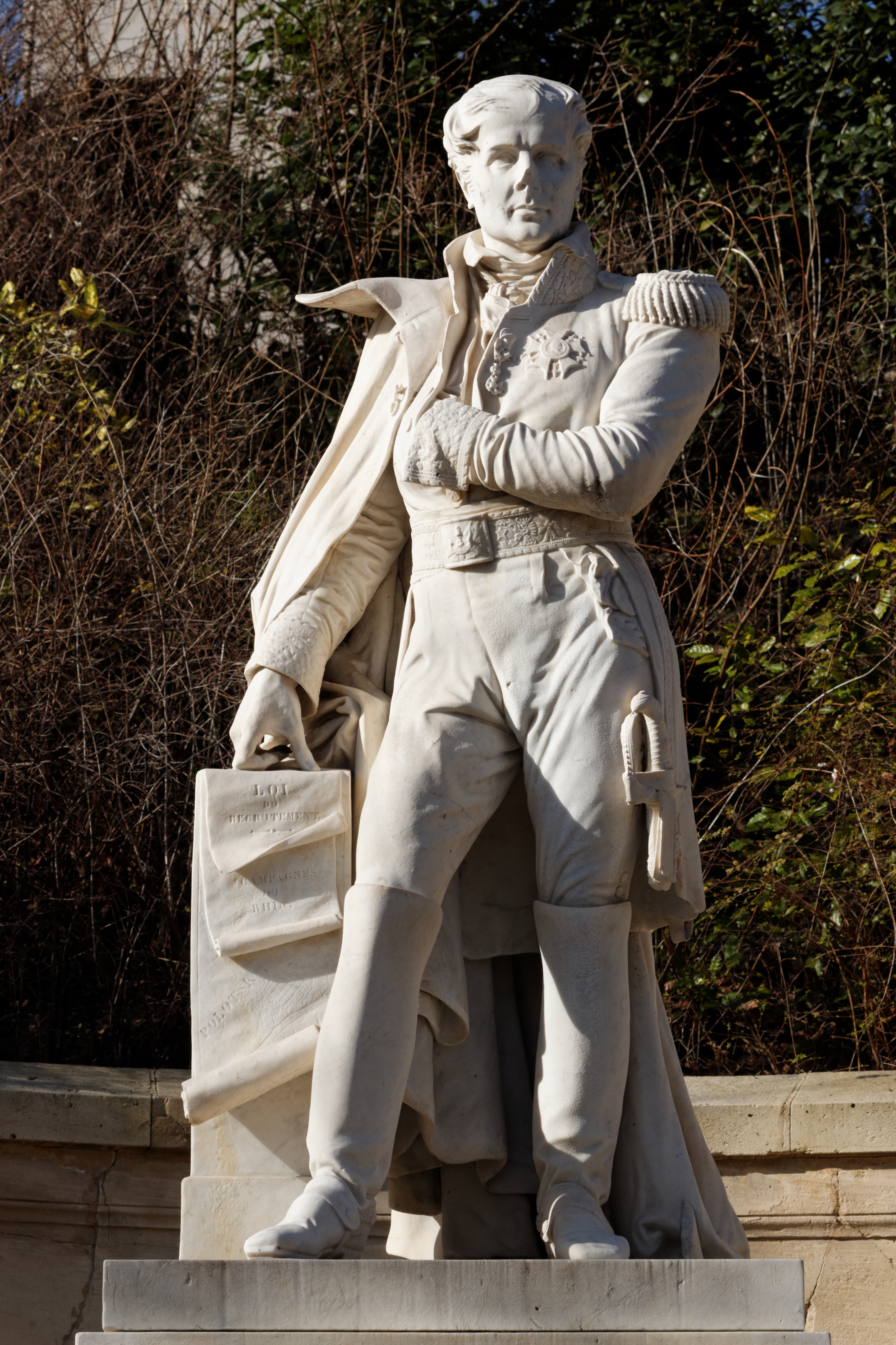
Jeho hrob na pařížském hřbitově Père-Lachaise.

V roce 1805 se účastnil Napoleonovy korunovace v Miláně a pod velením Massény se účastnil bojů proti 3. koalici na italské frontě. Připojil se k Josefovi Bonaparte po jeho jmenování králem Neapolským a velel jeho armádě. Roku 1807 velel rezervnímu sboru a 17. srpna 1808 byl povolán jako velitel 7. sboru do Španělska, kde bojoval úspěšně v Katalánsku. Obsadil město Roses, osvobodil obklíčené jednotky generála Duhesme v Barceloně a porazil Španěly u Molins del Rey a poté u Igualady. Poté velel v bitvě u Valls (25. února 1809), kde na hlavu porazil generály Caldagnese a Theodora von Reding a oba generály zajal. Španělská armáda musela ustoupit za Ebro. Úspěšný vojensky, nebyl úspěšný politicky a vedl spory s ostatními veliteli, kteří jej převážně osobně nenáviděli. Byl proto Napoleonem vystřídán Augereauem, za což se urazil, nepočkal na příjezd nového vrchního velitele a odjel do Francie. Proto byl Napoleonem postaven mimo službu a bez nároku na penzi odeslán do domácího vězení na svém statku. Teprve roku 1811, při příležitosti narození Napoleonova syna („král Římský“), byl Gouvion opět pozván do Paříže a obdržel zpětně svůj generálský plat i své místo ve Státní radě. Roku 1812 obdržel opět velení, když byl postaven do čela 6. sboru, složeného převážně z Bavorů a Sasů. S ním byl podřízen velení maršála Oudinota. Celá Oudinotova armáda měla bránit ze severu přístup k hlavnímu tahu Velké armády na Moskvu. Když 16. srpna 1812 vypukla bitva u Polocka, vedl si Oudinot velmi váhavě a nerozhodně. Po jeho zranění však převzal velení Saint Cyr a brilantním vedením armády Rusy porazil. Za tuto akci byl Gouvion Saint Cyr povýšen do hodnosti maršála císařství. O dva měsíce později porazil Saint Cyr Rusy pod velením generála Wittgensteina opět ve 2. bitvě u Polocka, ale byl raněn a jeho sbor byl spojen se sborem maršála Lefebvrea. V tažení roku 1813 se účastnil bitvy u Lipska (16.–19. října 1813) a poté se stal velitelem Drážďan, obklíčených vojsky generála Tolstého. Zde podepsal 14. listopadu 1813 čestnou kapitulaci, jejíž podmínky však nebyly dodrženy a maršál se svými vojsky byl zadržován v Rakousku až do abdikace Napoleona.

### Po Napoleonově pádu
Po návratu do Francie vládl již Ludvík XVIII.; ten jmenoval Saint Cyra pairem a ponechal mu maršálskou hodnost. Pověřil jej velením armádního sboru s velitelstvím v Orléans. Když se Napoleon vrátil z Elby, Gouvion se mu nepodřídil a nutil vojáky dále nosit na uniformě odznak bourbonské lilie. Pak se stáhl do soukromí na své sídlo. Po bitvě u Waterloo byl opět jmenován pairem a nepěkně se podepsal na osudu maršála Neye. Byl jmenován ministrem války (6. července – 26. září 1815). Později byl ještě jednou ministrem války v období 12. září 1817 až 19. listopadu 1819. Během své funkce modernizoval armádu a prosadil zákony zdokonalující odvodní systém a služební postup. Byl též ministrem námořnictva, ale pro spory s ostatními ministry odstoupil a zcela se stáhl do soukromí. Věnoval se pak zemědělství a psaní pamětí na svém statku na ostrově Hyeres. Tam též zemřel a je pohřben na hřbitově Pere-Lachaise.

## Význam
Maršál Saint Cyr patří mezi nejzajímavější a nejrozporuplnější osobnosti revolučních válek a prvního císařství. Vrozený strategický cit byl potencován jeho matematickými a bezpochyby i uměleckými sklony a činí jej jedním z takticky i strategicky nejschopnějších generálů Napoleonových. Jeho vynikající schopnosti byly však vyváženy jeho neoblíbeností u vojska, jeho samolibostí, nezájmem o osud raněných, o stravu a hygienickou úroveň mužstva. Po bitvě obvykle jiný velitel chodil mezi mužstvo a zajímal se o průběh bojů z pohledu mužstva, organizoval péči o raněné, sběr padlých. Saint Cyr místo toho trávil o samotě mnoho hodin a hrál na housle, vždy dlouho do noci. Pro své noční aktivity byl ve Velké armádě znám pod přezdívkou „Hibou“ (tj. sova, ale též morous). Vystupoval teatrálně skromně, rádoby chudobně, zůstal v něm trvale velký kus herce. Pojem kolegialita, vstřícnost, pomoc bližnímu zůstaly mu pojmy neznámými. Napoleon jej neměl v lásce pro jeho okázale republikánské smýšlení (také jen předstírané) a pro jeho soustavný oportunismus. Odmítl podepsat petici generálů podporující zřízení císařství, odmítl i svou účast na korunovaci Napoleonově, odmítal pomoci na bojišti, opustil armádu před příjezdem nástupce. Gouvionův charakter lze dokreslit i jeho podílem na odsouzení maršála Neye. Se svým okolím měl neustálé spory – s kolegy, s nadřízenými i podřízenými – a to mu zůstalo po celou jeho kariéru, včetně činnosti ministerské. Byl jedním ze zakladatelů moderní defenzivní taktiky a současně jejím mistrným interpretem. Již roku 1799 pronesl Moreau: „zatímco Desaix umí bitvy vyhrávat, Saint-Cyr je umí neprohrávat“ a Napoleon na Svaté Heleně o Saint-Cyrovi: „Nepopiratelný ve svých vojenských kvalitách... byl to defenzivní velitel... sloužil především svému světu, do kterého se uzavíral.“ Mezi Napoleonovými maršály zůstane zapsán jako geniální, anetický psychopat.